# Karl Culmann

Karl Culmann, zwischen 1873 und 1881

Karl Culmann, auch Carl Culmann (* 10. Juli 1821 in Bergzabern (heute Bad Bergzabern); † 9. Dezember 1881 in Zürich), war ein deutsch-schweizerischer Bauingenieur, Leiter der Eidgenössischen Technischen Hochschule Zürich und Autor des Buches Die graphische Statik und gilt damit als Begründer dieses mathematischen Zweiges der Baustatik.

## Leben und Wirken
Karl Culmann wurde am 10. Juli 1821 in Bergzabern in der Rheinpfalz als erster Sohn seiner Eltern geboren. Sein Vater (ein Bruder von August Ferdinand Culmann) war wie sein Großvater Friedrich Culmann Pfarrer und wirkte zuletzt als Stadtpfarrer in Speyer, seine Mutter stammte aus Freckenfeld und war die Tochter des Gerichtspräsidenten Böll (vgl. Heinrich Boell) im nahen Weißenburg (heute Wissembourg in Frankreich). Zu seinen Geschwistern gehörte der spätere Theologe Philipp Theodor Culmann (1824–1863). Karl Culmann zeigte früh Interesse für Mathematik. Sein Interesse am Ingenieurwesen wurde 1835/36 bei einem Aufenthalt bei seinem Onkel Friedrich Jakob Culmann (1787–1849) geweckt, der Professor an der Artillerieschule in Metz war. Culmann besuchte das Collège in Wissembourg und dann die Gewerbeschule in Kaiserslautern. 1841 legte er die Abschlussprüfung am Polytechnikum in Karlsruhe ab, an dem er seit 1838 studierte. Da Bergzabern zu Bayern gehörte, wurde Culmann zunächst Gehilfe, später Baupraktikant beim bayrischen Eisenbahnbau. Er plante und baute unter technischer Leitung von Friedrich August Pauli die Ludwig-Süd-Nord-Bahn durchs Fichtelgebirge. Hier waren erhebliche Steigungen zu bewältigen, und die Strecke wurde von Culmann zuerst für englische Lokomotiven und dann noch einmal neu für amerikanische Lokomotiven vermessen, die steilere Steigungen und engere Kurven bewältigen konnten.

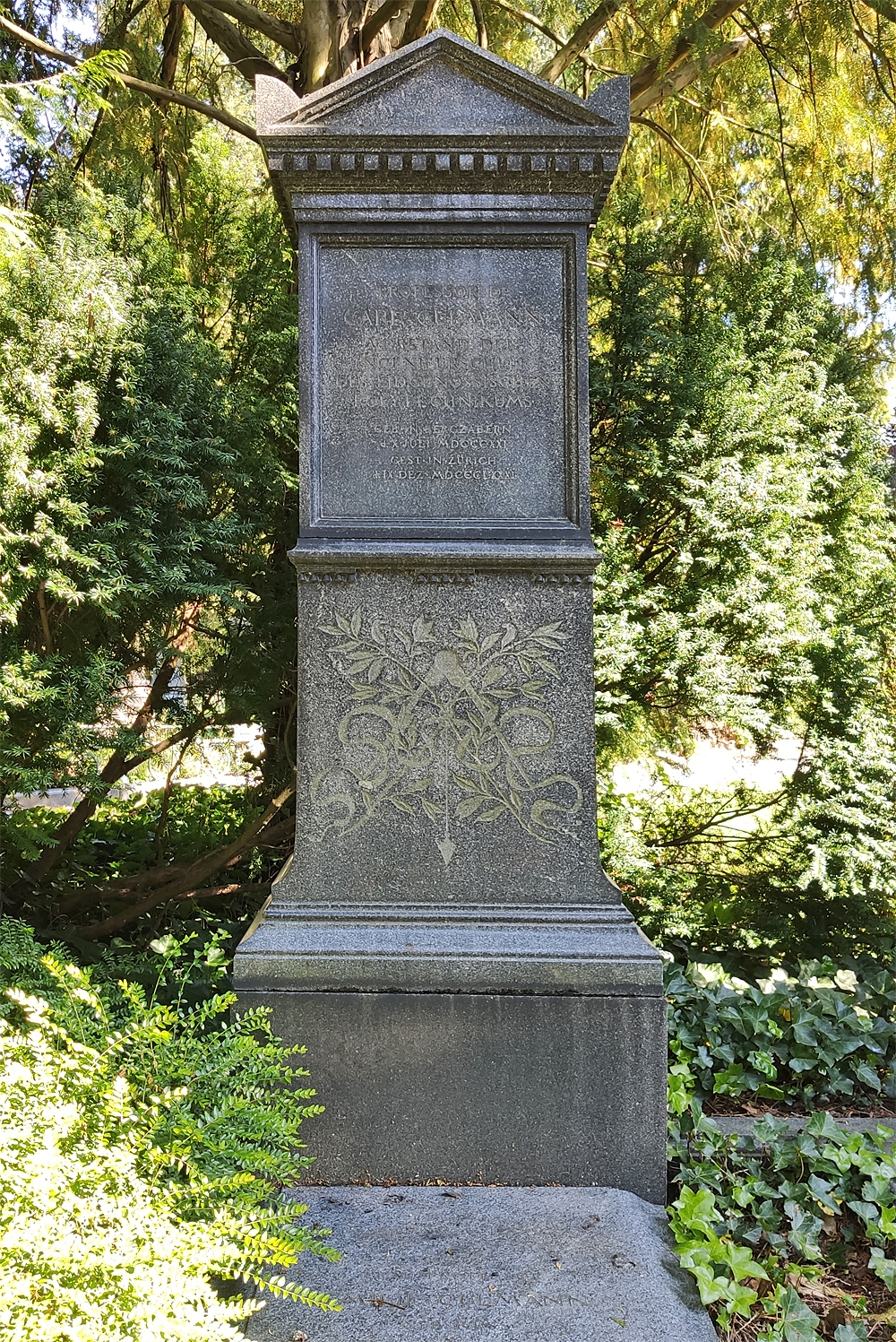
Grab Karl Culmanns auf dem Friedhof Sihlfeld in Zürich

Der Öffentlichkeit als Ingenieur bekannt wurde Culmann zunächst durch seine England- und Amerika-Reise 1849 bis 1851, von der er seine „Fachwerktheorie“ mitbrachte, die er in seinen beiden Reiseberichten veröffentlichte. Die Reise unternahm er mit Unterstützung seines Vorgesetzten Pauli und den Reiseplan in Amerika entwarf der Ingenieur Charles Ellet.
1855 wurde Culmann, unter anderem durch Vermittlung von Max Eyth, an die damals in Gründung befindliche Eidgenössische Technische Hochschule in Zürich als Professor für Ingenieurwissenschaften berufen. 1868 erhielt er die Schweizer Staatsbürgerschaft. Zwischen 1872 und 1875 war er Schuldirektor. 1880 promovierte er an der Universität Zürich zum Dr. phil. Er hielt in Zürich ab 1860 Vorlesungen über graphische Statik.
Culmann gutachtete für den Schweizerischen Bundesrat über zahlreiche technische Projekte, etwa eine Pferde-Trambahn für Zürich und fast alle Brückenbauprojekte seiner Zeit. Außerdem verfasste er eine Bestandsaufnahme sämtlicher Wildbäche der Südschweiz.
Sein Hauptwerk Die graphische Statik erschien 1866. Es behandelt zeichnerische Methoden, um die Kräfte in Stahlbauten wie Dachstühlen und Stahlbrücken zu berechnen. Außerdem wurden auch Erddruckprobleme behandelt. "Das Zeichnen ist die Sprache des Ingenieurs", war Culmanns Credo. Seine grafischen Verfahren erlebten einen rasanten Aufstieg an den technischen Hochschulen und Gymnasien. Zu seinen Schülern gehörte auch Maurice Koechlin, einer der Konstrukteure des Eiffelturms, der gewissermaßen die Veranschaulichung der graphischen Statik im Bauwerk darstellt.
Auch heute gibt es noch das Culmann-Verfahren, mit dessen Hilfe es möglich ist, bei bestimmten Bedingungen einfache Lösungen zu erhalten. Auch in der Bodenmechanik ist ein graphisches Verfahren zur Ermittlung des Erddrucks auf Stützwände nach ihm benannt. Nach Karl-Eugen Kurrer war er – obwohl sein Programm der Begründung der Baustatik mit Hilfe der projektiven Geometrie letztlich scheiterte – neben Christian Otto Mohr der bedeutendste deutschsprachige Baustatiker im 19. Jahrhundert.
Culmann starb am 9. Dezember 1881 in Zürich an einer Lungenentzündung. Sein Grab befindet sich auf dem Zürcher Friedhof Sihlfeld.

## Ehrung
1880 erhielt Culmann die Ehrendoktorwürde der Universität Zürich.

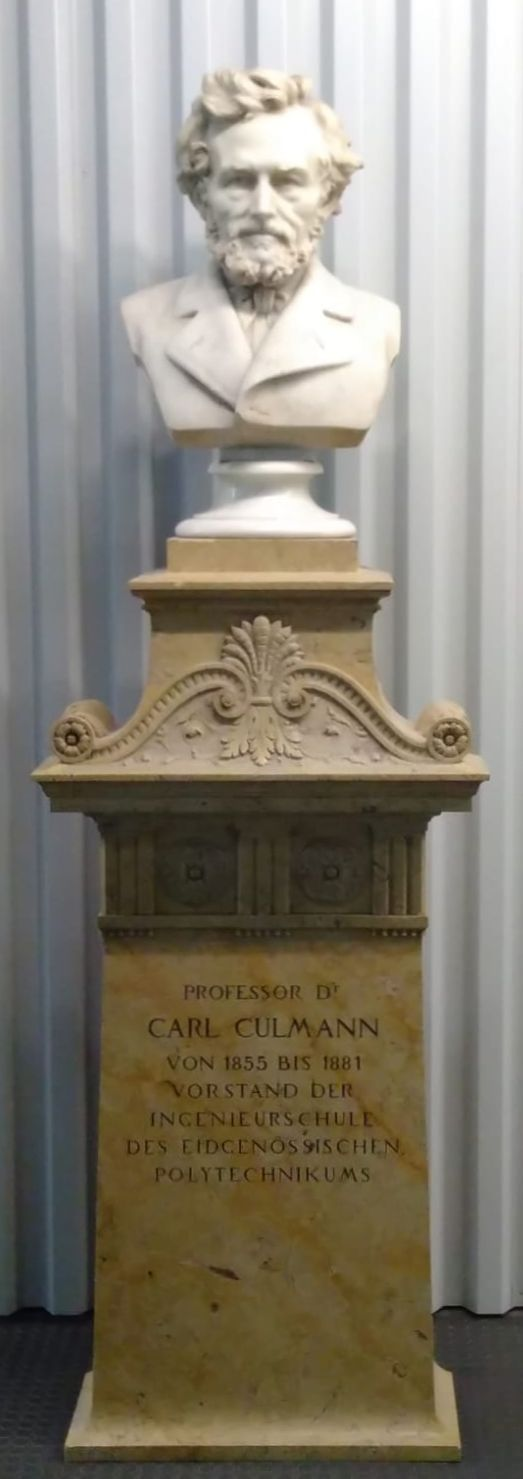
Büste Carl Culmann, Entwurf: Alfred Friedrich Bluntschli, ausgeführt durch Richard Kissling

Am 20. Oktober 1884 wurde eine Büste nach einem Entwurf von Alfred Friedrich Bluntschli (1842–1930) und ausgeführt durch Richard Kissling (1848–1919) enthüllt und das restliche Kapital von 8.000 Franken dem Stiftungszweck zur Förderung in seinem ehemaligen Wissenschaftsbereich zugeführt. Die Büste befand sich im Mai 2019 im Eingangsbereich des Campus’ Hönggerberg.

## Publikationen (Auswahl)
- Der Bau der hölzernen Brücken in den Vereinigten Staaten von Nordamerika. In: Allgemeine Bauzeitung, 16. Jg., 1851, S. 69–129; Pläne S. 89, 95, 101, 123
- Der Bau der eisernen Brücken in England und Amerika. In: Allgemeine Bauzeitung, 17. Jg., 1852, S. 163–222; Pläne S. 167, 173, 191, 201, 203, 211
- Die graphische Statik. Meyer & Zeller, Zürich 1864, doi:10.3931/e-rara-20052 (2. Auflage 1875).
- Über die Gleichgewichtsbedingungen von Erdmassen, Zürich: Züricher und Furrer 1856
- Vorlesungen über Ingenieurkunde, I. Abtheilung: Erdbau, Zürich 1872 (Druck des Vorlesungsmanuskripts)